# Danilo Toninelli
Danilo Toninelli (Soresina, 2 agosto 1974) è un politico italiano, ministro delle infrastrutture e dei trasporti dal 1º giugno 2018 al 5 settembre 2019 nel primo governo Conte.
Prima della nomina ministeriale è stato deputato nella XVII legislatura e senatore, nonché capogruppo del M5S al Senato, nella XVIII.

## Biografia
Nato a Soresina nel 1974, vive a Castelleone con la moglie e i due figli.
Dopo la maturità al Liceo scientifico Pascal di Manerbio, nel 1994 si iscrive alla facoltà di Giurisprudenza presso l'Università degli Studi di Brescia dove si laurea nel 1999 con 100/110.
Dal 1999 al 2002 è Ufficiale di Complemento dell'Arma dei Carabinieri. Prima di essere eletto deputato, è stato impiegato come liquidatore sinistri e ispettore tecnico presso la Vittoria Assicurazioni.

## Carriera politica

### Gli inizi

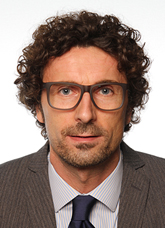
Toninelli nel 2013

Nel 2009 aderisce al Movimento 5 Stelle (M5S), fondandone il gruppo meetup cremasco.
Alle elezioni regionali in Lombardia del 2010 è stato candidato a consigliere regionale, tra le liste dei 5 Stelle per la Provincia di Cremona, nella mozione di Vito Crimi (futuro Reggente politico del M5S), ottenendo solo 84 preferenze e non venendo eletto.
Alle elezioni comunali in Lombardia del 2012 si candida al consiglio comunale di Crema con il M5S, a sostegno del candidato sindaco Alessandro Boldi, ottenendo solo 9 preferenze e non viene eletto.

### Elezione a deputato
Alle elezioni politiche del 2013 viene eletto Deputato della XVII legislatura della Repubblica Italiana nella circoscrizione Lombardia 3 per il Movimento 5 Stelle, insieme col capolista Alberto Zolezzi.
Dal 7 maggio 2013 al 20 luglio 2015 è vicepresidente della I Commissione, Affari Costituzionali della Presidenza del Consiglio e Interni, della Camera dei Deputati e successivamente membro del "Comitato permanente dei pareri" e della giunta per il regolamento della Camera.

#### Attività parlamentare
Il 14 maggio 2013 viene depositata una proposta di legge costituzionale in merito all'abolizione delle province, di cui è primo firmatario.
In occasione del "Decreto Scuola", il 22 ottobre 2013 presenta un emendamento, poi approvato, che introduce il plurilinguismo nelle scuole dell'infanzia a partire dall'anno scolastico 2014-2015.
Il 4 ottobre 2013 deposita, come primo firmatario, una proposta di legge elettorale.
Il 12 marzo 2014, durante la dichiarazione di voto per la legge elettorale proposta dal PD l'Italicum, accusa il sistema partitico e la legge elettorale che andavano ad approvare, parlando di "dittatura di un capo". Il 25 giugno dello stesso anno fa parte della delegazione del M5S nell'incontro con il Presidente del Consiglio Matteo Renzi, a cui illustra il funzionamento del cosiddetto "Democratellum".
Il 12 ottobre 2017, durante il voto sulla nuova legge elettorale Rosatellum alla Camera, accusa e sostiene, assieme ai 5 stelle, Articolo 1-MDP, Sinistra Italia e Possibile, che l'emendamento che prevede che le persone residenti in Italia possano candidarsi nelle circoscrizioni estere inserito nel testo della legge, favorirebbe la rielezione di Denis Verdini (influente senatore indicato come un simbolo del malcostume e trasformismo).

### Capogruppo M5S al Senato
Alle elezioni politiche del 2018 viene candidato nel collegio uninominale di Cremona al Senato della Repubblica per il Movimento 5 Stelle, dove perde contro Daniela Santanchè, ottenendo solo il 22,23% dei voti. Viene eletto come capolista nella quota proporzionale nel collegio plurinominale Lombardia-1.
Il 27 marzo 2018 Toninelli è stato eletto capogruppo del Movimento 5 Stelle al Senato per acclamazione, indicato su proposta del capo politico del M5S Luigi Di Maio, mantenendo la carica fino alla nomina a ministro delle infrastrutture e dei trasporti nel governo Conte il 1º giugno 2018.

### Ministro delle infrastrutture e dei trasporti

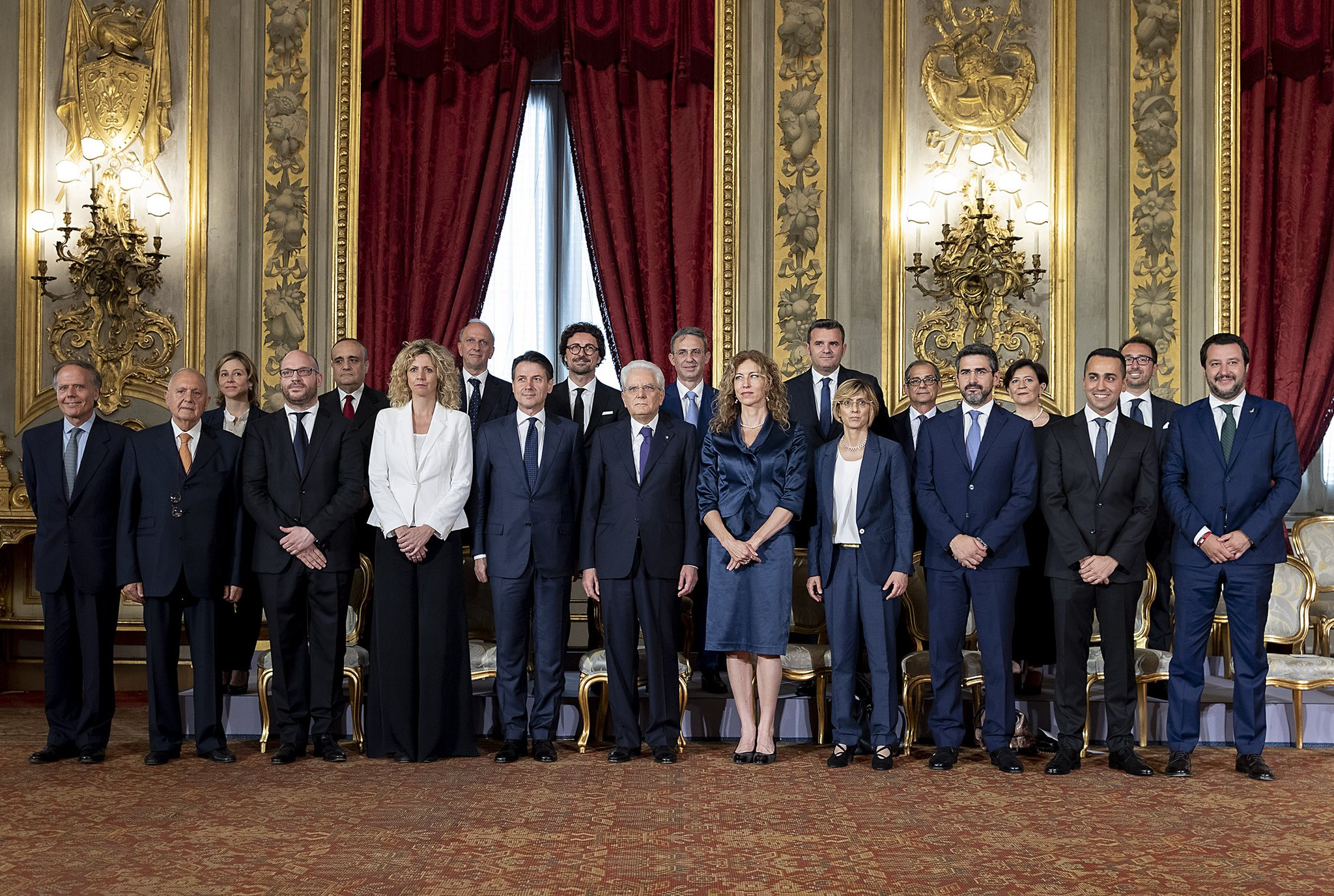
Il Governo Conte I il 1º giugno 2018, giorno dell'insediamento: Toninelli è il quarto da sinistra della fila posteriore, visibile tra Giuseppe Conte e Sergio Mattarella

Il 31 maggio 2018 viene designato da Giuseppe Conte come Ministro delle infrastrutture e dei trasporti nel suo governo, ruolo inizialmente destinato a Mauro Coltorti, carica per cui presta giuramento il giorno dopo. Tra i suoi obiettivi dichiarati vi sono il rilancio dell'edilizia esistente, la riqualifica economica degli edifici, l'analisi della problematica TAV e l'inasprimento delle sanzioni per chi usa lo smartphone alla guida.
Tra i suoi primi atti vi è la "chiusura dei porti" alle navi delle ONG, messa in atto con il Ministro dell'Interno Matteo Salvini, con l'intento di ridurre i flussi migratori dal Nord Africa: l'11 giugno 2018 viene fermata l'Aquarius Dignitus con a bordo 629 migranti, successivamente sbarcata in Spagna, che è la prima nave fermata.
Il 25 luglio 2018 firma la decadenza dell'intero consiglio di amministrazione di Ferrovie dello Stato Italiane e in particolare del suo AD Renato Mazzoncini, rinviato a giudizio per truffa il mese precedente e sostituito da Giancarlo Battisti. La decisione arriva a pochi giorni dall'annuncio del probabile annullamento della fusione tra FS ed ANAS, attuatasi a gennaio e ritenuta "certamente sbagliata perché è stata fatta senza capire perché".
Il 25 settembre 2018 viene approvato il cosiddetto "DDL Seggiolini", con cui diviene obbligatorio avere nelle auto degli specifici dispositivi anti-abbandono involontario di bambini.
Il 13 dicembre 2018 ha approvato la prosecuzione della realizzazione del cosiddetto Terzo valico, al termine della valutazione costi benefici avviata dal suo ministero.
Il 22 marzo 2019 vengono bocciate due mozioni di sfiducia, in Senato, precedentemente presentate nei suoi confronti da parte di Partito Democratico e Forza Italia, motivato le mozioni parlando della contrarietà di Toninelli per la TAV Torino Lione.
Cessa dall'incarico il 5 settembre 2019 con il giuramento del Governo Conte II.

#### Crollo del Ponte Morandi di Genova
Da ministro si trova anche ad affrontare il disastro del crollo del Ponte Morandi di Genova, il 14 agosto 2018, che causa 43 morti, oltre 600 sfollati e gravi problemi infrastrutturali nel capoluogo ligure. A seguito di ciò, Toninelli annuncia l'intenzione di avviare le pratiche per revocare la concessione autostradale ad Autostrade per l'Italia, richiedendone anche le dimissioni dei vertici della società, accusandoli di gravi inadempienze collegate al crollo del ponte Morandi e manifesta l'intenzione di nazionalizzare la compagnia.
Il 4 settembre 2018, nella relazione alla Camera, denuncia "pressioni" subite da parte di AISCAT per non pubblicare "i contratti di concessione delle autostrade e tutti i relativi allegati", con l'opposizione che lo invita a maggior chiarezza; due giorni dopo presenta a supporto delle lettere, che risultano essere dei mesi di gennaio e marzo. Il 21 settembre annuncia che il decreto sulla ricostruzione del Ponte Morandi e sulla nomina del Commissario è pronto e che sarà pubblicato nei giorni successivi, proponendo anche l'idea di un "luogo vivibile, un luogo di incontro in cui le persone si ritrovino, possano vivere, giocare, mangiare», sul modello del Ponte di Galata di Istanbul. Il 4 ottobre viene ufficializzata la nomina del sindaco di Genova Marco Bucci a Commissario straordinario per la ricostruzione del ponte Morandi.

### Dopo il mandato da ministro
Nel marzo 2022 a seguito di un'elezione interna agli iscritti, viene eletto con 44 427 preferenze all'interno del Collegio dei Probiviri del Movimento 5 Stelle. Avendo raggiunto il limite dei due mandati imposto dal Movimento 5 Stelle, non si ricandida alle elezioni politiche del 2022.

## Opere
- Danilo Toninelli, Non mollare mai. La storia del ministro più attaccato di sempre, 2021, ISBN 979-8500858450.